# Euploea eleutho
Euploea eleutho är en fjärilsart som beskrevs av Jean René Constant Quoy och Joseph Paul Gaimard 1824. Euploea eleutho ingår i släktet Euploea och familjen praktfjärilar. Inga underarter finns listade i Catalogue of Life.